# トレモロ
トレモロ（伊: tremolo）は、単一の高さの音を連続して小刻みに演奏する技法、ならびに複数の高さの音を交互に小刻みに演奏する技法である。2度で隣接する2つの高さの音を相互に反復する場合は「トリル」であり、区別が付かないことが多い。
ギター（アーミングを参照）、マンドリンなどの撥弦楽器や、打楽器のように音が非常に早く減衰する楽器では、長く延ばす音の代用として多用される。また、ヴァイオリンなどの擦弦楽器では、音を短く反復することによる、通常の演奏とは異なる音色を求めて行われる。ピアノでも同様であるが、擦弦楽器のトレモロの模倣として行われることも多い。
イタリア語でtremoloとは、振動、ゆらぎの意味である。

## トレモロの種類
前述のように、トレモロと呼ばれる奏法は2種類ある。

### 同音反復
トレモロのひとつは、同一の音を小刻みに演奏する技法である。撥弦楽器や打楽器のように音の減衰の速い楽器は通常の奏法では長い音を演奏することはできないが、これらの楽器にも長い音を演奏することを要求されることがままある。このような場合に、小刻みに発音を繰り返すことにより、あたかも音が持続しているかのような印象を与えることができる。特に木琴やマリンバにあっては、楽譜にトレモロである指示が全くなかったとしても、ある程度以上の長さの音符が書かれていれば演奏者はトレモロ奏法を選択することになっている。
それ以外の楽器にあっては、のように、音符に斜線を付すことによって同音反復であることを表示する。このとき、trem.と付記されていれば刻み方は「なるべく速く」であることを意味する。それが書かれていなければ、斜線の本数に従った速さで刻むのか、「なるべくそれよりも速く」刻むのか、楽譜を解釈することが必要となる。なお、小太鼓のような単音楽器では、のようにトリルが指示されている場合にも、トレモロで演奏することになっている。
ヴァイオリン属の楽器のような擦弦楽器にあっては、同音反復のトレモロはむしろ、音色の変化のために行われる。
トレモロが音の反復であることに目的がある場合と、音を持続させることが目的である場合とで、奏法は自ずと異なる。打楽器の場合、前者の場合には硬い撥を用いるなどして各音を際だたせるが、後者の場合には柔らかい撥を用いるなどして各音が目立たないようにする。
特殊な例としては、銅鑼は、単音では大きな音を得ることが困難である。そのため、トレモロによって少しずつ音量を増してゆくという手法が採られる。
ピアノや管楽器は速い同音反復が苦手であるので、次に述べる奏法を代わりに用いることが多い。しかし、管楽器にあっては、フラッターツンゲによって同音反復を行うこともある。

### その他
トレモロのもうひとつは、2つの高さの音もしくは和音を交互に小刻みに演奏する方法であり、のように記譜される。この場合も、trem.と付記されていれば刻み方は「なるべく速く」であることを意味する。書かれていなければ、斜線の本数に従った速さで刻むのか、「なるべくそれよりも速く」刻むのか、楽譜を解釈することが必要となる。
管楽器、ピアノのように速い同音反復が苦手な楽器の場合には、同音反復の代わりにこのような演奏されることがある。特にピアノでは、和音がトレモロで書かれていれば、このように演奏することになっている。
管楽器においては、離れた2音間のトレモロは、近接するものに比べ、一般に困難である。また、指使いによって近接する音でも困難なものがある。また、金管楽器では2度のトレモロ以外はほとんど行われない。特にトロンボーンでは可能な音の組み合わせが非常に限られる。